# Trencsénladány
Trencsénladány (szlovákul Lysica) község Szlovákiában, a Zsolnai kerületben, a Zsolnai járásban.

## Fekvése
Zsolnától 20 km-re keletre fekszik.

## Története
A települést 1475-ben „Lyzica” alakban említik először. 1482-ben „Lysice”, 1511-ben „Lyzzica” néven írják. Óvár uradalmához tartozott. 1598-ban 23 háza állt, ekkor „Liszica” alakban lelhető fel. 1720-ban 15 volt az adózók száma. 1773-ban „Lisica” néven szerepel a korabeli forrásokban.
A 18. század végén Vályi András így ír róla: „LISZICZA. Tót falu Trentsén Várm. földes ura G. Pongrácz Uraság, lakosai katolikusok, határja közép termékenységű, legelője, fája van.”
1828-ban 109 házában 939 lakos élt, akik főként mezőgazdasággal, állattartással foglalkoztak. A település mezőgazdasági jellegét később is megőrizte.
Fényes Elek 1851-ben kiadott geográfiai szótárában így ír a faluról: „Lizicza, tót falu, Trencsén vmegyében, sovány hegyek közt, Várnához északra 1 1/2 órányira. Lakja 929 kath., 7 zsidó. F. u. gr. Pongrácz család. Ut. posta Zsolna.”
A trianoni diktátumig Trencsén vármegye Zsolnai járásához tartozott.
A szlovák nemzeti felkelés idején a németek Kramarovia és Ďurčovia telepeket majdnem teljesen megsemmisítették, több férfit koncentrációs táborba hurcoltak.

## Népessége
| Év:            | 1994. | 2004.   | 2014.   | 2024.   |
| -------------- | ----- | ------- | ------- | ------- |
| Emberek száma: | 912   | 859     | 835     | 901     |
| Eltérés:       |       | -5,81 % | -2,79 % | +7,90 % |

| Év:            | 2023. | 2024.   |
| -------------- | ----- | ------- |
| Emberek száma: | 893   | 901     |
| Eltérés:       |       | +0,89 % |

1910-ben 1096, túlnyomórészt szlovák lakosa volt.
2001-ben 874 lakosából 858 szlovák volt.
2011-ben 820 lakosából 808 szlovák.

## Külső hivatkozások
- E-obce.sk Archiválva 2008. szeptember 16-i dátummal a Wayback Machine-ben
- Községinfó
- Trencsénladány Szlovákia térképén